# Kinaaldá
Kinaaldá, četverodnevna ritualna svečanost Navaho Indijanaca veoma slična onoj kod Apača gdje se nalazi pod imenom Na'ii'ees ili Plesom sunčeva izlaska. To je svečanosti obilježavanja zrelosti djevojaka. Ne postoji točan prijevod značenja kao ni za mnoge druge riječi Navaha i Apača, ali u svakom slučaju njezini korijeni mogu se pratiti sve Aljaske gdje je poznata kod Athapaskana u frazi kin ya shidáh u značenju sitting alone (onu koja sjedi sama), a odnosi se na mladu ritualno izoliranu djevojku s prvom menstruacijom. Prema shvaćanju mnogih tribalnih zajednica širom svijeta (pa tako i američkih indijanaca), prva menstrualna krv je veoma opasna za zajednicu i za svakoga tko dođe s njom u kontakt. S područja Aljaske i Kanade, došli su preci i današnjih Apača i Navaha negdje 1300. godine i naselili se na američkom jugozapadu, donesavši sa sobom ove običaje i athapaskanski jezik.
Kinaaldá je ritual identičan apačkom Sunčevom izlasku, odnosno ritualu prelaska djevojka iz dječjeg svijeta u svijet odraslih, nakon čega je ona spremna za udaju. Svečanosti traju noću, a počinju 4. noć nakon naznake da se preobrazila u ženu. Prvo jutro ona se kupa i oblače je u njezinu najbolju odjeću, a kosu će joj vezati u određeni čvor i omotati jelenjom kožnom trakom tsklólh. Svečanost se satoji više-manje od pjesama koje izvodi šaman a naplaćuje mu se dekama, žitaricama, odjećom, i drugim predmetima od vrijednosti. Narednih četiri dana za vrijeme noćnih svečanosti, vrijeme je samodiscipline. Jedu se samo kaše i kruh od kukuruza, a sol je tada zabranjena. Iduće tri noći okupljat će se žene u njezinom hoganu i mljeti kukuruz sve do treće noći kada će napraviti za sudionike veliki kukuruzni kolač, koji će njena majka ispeći izvan hogana, u posebnoj peći. Djevojka se kroz to vrijeme mora suzdržavati od grebanja glave ili tijela, i svako jutro otrčati četvrt milje prema istoku i vratiti se nazad, kako bi ostala, jaka, aktivna i fleksibilna tijekom odrasle dobi. 
Šaman u sumrak započinje prvom od 12 Bahózhonchi pjesama, nakon čega se i ostali sudionici mogu predstaviti svojim pjesmama, a to će potrajati sve do pred zoru. Tada će majka donesti sapunicu u zdjelici od juke i oprati joj kosu a zatim joj glavu i kosu osušiti kukuruznim brašnom, nakon čega će otrčati svoju posljednju trku prema istoku i nazad. Za vrijeme njezine odsutnosti medicine-pjevač, Hatál, otpjevat će osam pjesama koje se zovu Racing songs. Nakon što se vrati, kukuruzni kolač bit će razrezan i podjeljen sudionicima svečanosti, čime ona i završava.